# Campionato europeo maschile under 20 di pallavolo 1975
Il campionato europeo juniores di pallavolo maschile 1975 si è svolto dal 26 luglio al 2 agosto 1975 a Giesen, Francoforte sul Meno, Osnabrück e Nordhorn, in Germania Ovest. Al torneo hanno partecipato 12 squadre nazionali europee e la vittoria finale è andata per la quinta volta consecutiva all'Unione Sovietica.

## Regolamento
Le dodici sono state divise in tre gironi: al termine della prima fase, le prime due classificate di ogni girone hanno acceduto al girone per il primo posto, mentre le ultime due classificate classificate hanno acceduto al girone per il settimo posto.

## Gironi
| Girone A                                   | Girone B                                        | Girone C                               |
| ------------------------------------------ | ----------------------------------------------- | -------------------------------------- |
| Belgio Bulgaria Germania Ovest Paesi Bassi | Germania Est Italia Jugoslavia Unione Sovietica | Cecoslovacchia Israele Polonia Romania |

## Classifica finale
| Classifica | Squadre          |
| ---------- | ---------------- |
|            | Unione Sovietica |
|            | Cecoslovacchia   |
|            | Polonia          |
| 4          | Germania Est     |
| 5          | Bulgaria         |
| 6          | Paesi Bassi      |
| 7          | Italia           |
| 8          | Jugoslavia       |
| 9          | Romania          |
| 10         | Belgio           |
| 11         | Israele          |
| 12         | Germania Ovest   |